# Lindtorf
Lindtorf este o comună din landul Saxonia-Anhalt, Germania.